# Dactylonax palpator
L'opossum striato piccolo (Dactylonax palpator Milne-Edwards, 1888) è un marsupiale arboricolo della famiglia dei Petauridi. È l'unica specie del genere Dactylonax Thomas, 1910, ma fino a poco tempo fa veniva classificato, assieme agli altri opossum striati, nel genere Dactylopsila.

## Descrizione
L'opossum striato piccolo ha una lunghezza testa-tronco di 200-270 mm e una coda di 200-240 mm. I maschi pesano circa 550 g, le femmine 320 g. Il manto è sericeo e folto. Presenta tre strisce scure parallele sul dorso: diversamente da quelle degli opossum striati del genere Dactylopsila, nere su sfondo bianco o grigio, queste hanno un colore bruno-fumo e si stagliano su una colorazione di fondo fulvo-grigiastra. Non presenta la macchia bianca sul mento tipica dell'opossum striato grande (Dactylopsila trivirgata). La coda cespugliosa è molto folta ed è sempre di colore scuro, mentre la punta è bianca. Il quarto dito delle zampe anteriori è lungo e sottile e serve per estrarre da cavità e fessure larve di maggiolino e altri insetti (simile al terzo dito dell'ayè-ayè). Le femmine hanno un marsupio ben sviluppato, suddiviso in due sotto-unità, ognuna munita di un singolo capezzolo. 
Pur presentando l'aspetto generale tipico dei rappresentanti del genere Dactylopsila, questa specie se ne differenzia per avere il quarto dito molto più allungato e più sottile, e inoltre dotato di un'unghia molto più piccola di quella presente sulle altre dita. Il cranio è più arcuato e massiccio di quello di Dactylopsila, e il muso è più corto.

## Biologia
Diversamente dai rappresentanti del genere Dactylopsila, l'opossum striato piccolo sembra meno adattato a uno stile di vita arboricolo, e trascorre una parte considerevole del tempo a cacciare insetti tra i tronchi marcescenti sul terreno della foresta; inoltre costruisce il proprio nido sul terreno, tra le radici degli alberi, ma anche nelle cavità degli alberi come gli altri opossum striati.
Striato come una puzzola e quasi altrettanto maleodorante, questo mammifero corre sui rami e sugli alberi caduti, ispezionando ogni cavità in cerca di larve di tarli e altri insetti. Servendosi dei suoi incisivi lunghi e sporgenti, l'animale colpisce e scava rumorosamente la corteccia per stanare gli invertebrati nascosti sotto di essa, talvolta producendo una pioggia di frammenti di legno. Le larve che si trovano nelle fessure o nelle cavità profonde possono essere raccolte grazie alla lingua allungata oppure stanate con l'aiuto del quarto dito che è estremamente lungo e dotato di un artiglio appuntito.

## Distribuzione e habitat
La specie, endemica della Nuova Guinea, è ampiamente distribuita in gran parte dell'isola, nella penisola di Vogelkop, lungo la Cordigliera Centrale e nella penisola di Huon. È presente ad altitudini comprese tra gli 850 e i 3050 m (generalmente al di sopra dei 1200 m). Vive nelle foreste pluviali tropicali primarie.